# کلونی کپیتال
کلونی کپیتال (انگلیسی: Colony Capital) شرکت سرمایه‌گذاری آمریکایی است، که در سال ۱۹۹۱ تأسیس شد.